# Jim Daly

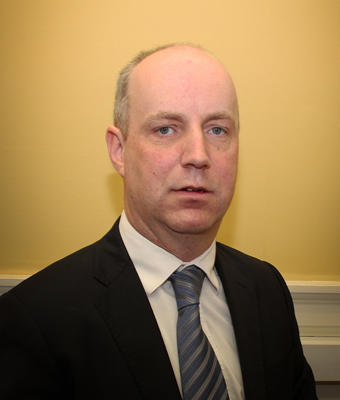
Jim Daly

Jim Daly (eigtl. James Daly, * 20. Dezember 1972 in Drinagh, County Cork, Irland) ist ein irischer Politiker und war von 2011 bis 2020 Abgeordneter (Teachta Dála) im Dáil Éireann.
Daly hatte zehn Geschwister. Nach dem Studium an der Maynooth University und dem Mary Immaculate College in Limerick wurde er Grundschullehrer und Schulleiter in Skibbereen. 2004 zog er in den Town Council Skibbereen und in den Cork County Council ein. Ohne Erfolg blieb seine Kandidatur für den 23. Seanad Éireann 2007 auf der Arbeitnehmerliste. Daly war Mayor des County Cork 2010.
Bei den Wahlen zum Dáil Éireann 2011 war er jedoch im Wahlkreis Cork South-West erfolgreich. Diesen Erfolg konnte er bei den Wahlen 2016 wiederholen.
Am 20. Juni 2017 wurde er in der Regierung Varadkar I zum Staatsminister für mentale Gesundheit und Senioren im Gesundheitsministerium ernannt. Bei den Wahlen 2020 trat er nicht mehr an. Er wurde Geschäftsführer der Vereinigung der privaten Krankenhäuser.
Seit 2001 ist er mit Virge verheiratet, mit der er fünf Kinder hat.